# Malcolm Stolt
Malcolm Peter Oscar Stolt, född 30 december 2000, är en svensk fotbollsspelare som spelar för Kalmar FF.

## Karriär
Stolt spelade som ung för Örebro SK. Efter säsongen 2019 erbjöds han inget A-lagskontrakt i Örebro SK och lämnade klubben. I maj 2020 gick Stolt till division 2-klubben IFK Östersund. Han debuterade och gjorde ett mål den 14 juni 2020 i en 3–1-vinst över Morön BK.
Den 3 augusti 2020 värvades Stolt av Östersunds FK, där han skrev på ett kontrakt fram till 2022. Stolt fortsatte att spela för IFK Östersund på lån och spelade totalt 12 matcher och gjorde 10 mål för klubben under säsongen 2020. Stolt gjorde allsvensk debut den 1 november 2020 i en 0–3-förlust mot Mjällby AIF, där han blev inbytt i den 79:e minuten mot Blair Turgott. I december 2022 förlängde Stolt sitt kontrakt med två år.
I augusti 2024 värvades Stolt av österrikiska SKN St. Pölten. I mars 2025 värvades Stolt av Superettan-klubben Kalmar FF, där han skrev på ett treårskontrakt.